# Приморская железная дорога (Дальний Восток)
Приморская железная дорога — железная дорога, существовавшая в СССР на Дальнем Востоке с 1939 по 1953 год.
Дорога была создана в 1939 году выводом из Дальневосточной железной дороги четырёх отделений: Ружинского, Ворошиловского, Владивостокского и Сучанского. Управление дороги находилось в городе Ворошилов (совр. станция Уссурийск).

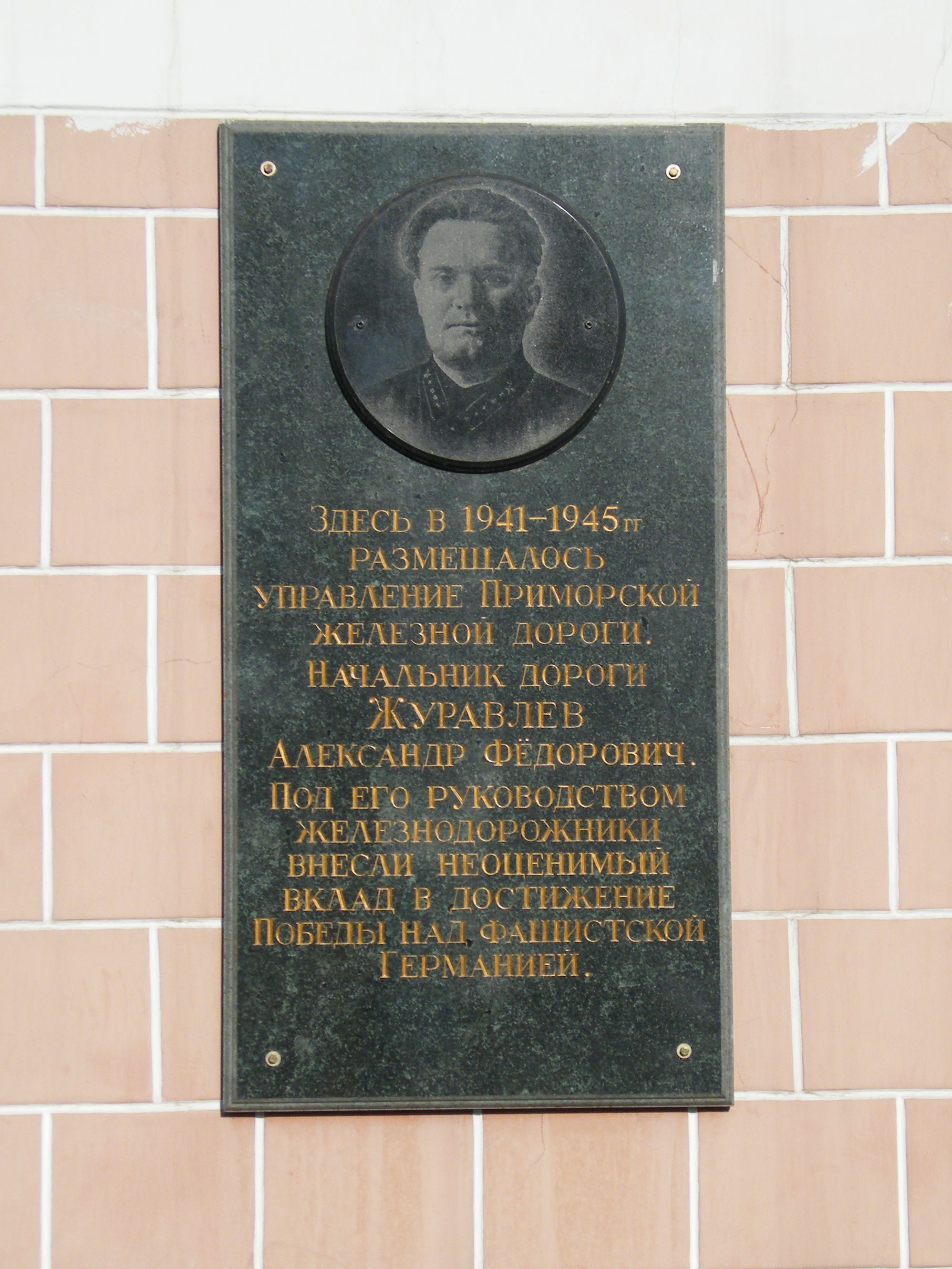
Памятная доска на здании бывшего управления Приморской железной дороги

Уссурийск, служебное жильё начальника Приморской железной дороги

В состав дороги входили магистральная линия Владивосток — Губерово (455 км) и линии Манзовка — Платоновка, Манзовка — Варфоломеевка, Угольная — Сучан — Находка, Ворошилов — Гродеково. Выход на крупные морские порты Дальнего Востока — Владивосток и Находку.
Основные перевозимые грузы:
- уголь с местных месторождений (Сучанское, Артёмовское, Тавричанское и др.)
- продукция рыбоперерабатывающей промышленности (сельдь иваси, кета, горбуша, продукция краболовства в виде консервов), в том числе и на экспорт
- лес и пиломатериалы
- грузы цементной отрасли (Спасск-Дальний)
- сахарная продукция (Ворошилов)

С перевозками рыбопродукции связаны значительный удельный вес погрузки в вагоны-ледники и наличие развитой сети холодильных установок на станциях. По погрузке рыбы Приморская железная дорога в отдельные периоды стояла на первом месте среди других железных дорог СССР.
В 1953 году Приморская железная дорога расформирована, все её отделения вошли в состав Дальневосточной железной дороги.
В здании бывшего управления Приморской железной дороги с 1957 года находится Приморская государственная сельскохозяйственная академия (прежнее название — Приморский сельскохозяйственный институт).